# ألكسندرو ايبوريانو
ألكسندرو ايبوريانو (بالرومانية: Alexandru Epureanu)‏ (27 سبتمبر 1986 كيشيناو مولدوفا - ) هو لاعب كرة قدم مولدوفي، يلعب كمدافع.

## وصلات خارجية
ألكسندرو ايبوريانو على موقع الاتحاد الدولي (مؤرشف)  (الإنجليزية)
- ألكسندرو ايبوريانو على موقع الاتحاد الأوربي (الإنجليزية)
- ألكسندرو ايبوريانو على موقع اتحاد تركيا (لاعب) (الإنجليزية)
- ألكسندرو ايبوريانو على موقع قاعدة بيانات كرة القدم.إي يو (الإنجليزية)
- ألكسندرو ايبوريانو على موقع ناشيونال فوتبول تيمز (الإنجليزية)
- ألكسندرو ايبوريانو على موقع Soccerway.com (الإنجليزية)
- ألكسندرو ايبوريانو على موقع عالم كرة القدم.نت (الإنجليزية)